# Umberto Tirelli (caricaturista)
Umberto Tirelli, battezzato Umberto Ferdinando Maria Tirelli (Modena, 22 febbraio 1871 – Bologna, 2 agosto 1954), è stato un disegnatore e caricaturista italiano.
La sua opera rappresenta oggi una testimonianza storica, oltre che artistica, di fondamentale rilevanza e qualità, in grado di descrivere e rappresentare oltre sessant'anni di trasformazioni storiche e sociali in Italia e non solo, dalla Belle Époque agli albori della società dei consumi.

## Biografia

### Gli anni giovanili

Umberto Tirelli, Il lunario tascabile del Marchese Colombi, 24 dicembre 1899

L'Accademia del fiasco presso il “Casotto dei francesi” a Modena in occasione della Festa degli alberi, 1899. Nella parte centrale, Umberto Tirelli mascherato dal Ministro della Pubblica Istruzione Alfredo Baccelli.

Umberto Tirelli nacque a Modena il 22 febbraio 1871 da Sante Tirelli e Sofia Rossi. Rimasto orfano di padre in giovanissima età, Tirelli fu allevato dalla madre e dal nuovo compagno di lei, Grimoaldo Varone, maestro di scherma all'Accademia Militare di Modena.
Fin dagli anni dell'adolescenza emerge come fosse vivo in Tirelli il desiderio di ribaltare, attraverso il teatro e la caricatura, ogni forma di potere e di prestigio personale. Dal 1882 al 1886 Tirelli fu studente del Collegio San Carlo di Modena, ed è infatti a questo periodo che risalgono le sue prime esperienze di caricaturista. Il precoce talento di Tirelli è riconoscibile anche in un'altra delle sue prime opere, il copione dialettale La class di esen (La classe degli asini), definito uno "scherzo comico". 
Dal 1892 al 1894 Tirelli frequentò la scuola serale del Regio Istituto di Belle Arti di Modena e pubblicò articoli e caricature, firmati con lo pseudonimo Bertolin, su numeri unici e riviste di Rubiera quali «Il Sasso», «Il Sassolino» e «L'è un pistulott».
Umberto Tirelli trascorse la giovinezza sviluppando la propria personalità negli eleganti luoghi di ritrovo dell'élite modenese, tra nuove forme di consumo e occasioni di svago. Affascinato dal rinnovamento grafico dei manifesti pubblicitari, Tirelli iniziò in quegli anni a collezionarli.
Inoltre era solito frequentare il Teatro Municipale, il Teatro Storchi fresco d'apertura, il Caffè Nazionale dai lussuosi interni Liberty, nonché le feste di beneficenza, le sfilate in maschera durante il Carnevale e i veglioni organizzati da società artistiche o circoli letterari. A coinvolgerlo in particolare erano però i ritrovi nelle osterie in compagnia di artisti e poeti dialettali, come il caricaturista Giuseppe Garuti, con i quali Tirelli si divertiva a sviluppare battute sagaci e arguti giochi di parole.
La Modena tra fine Ottocento e inizio Novecento era una città in repentino cambiamento, nella quale il progresso rappresentato dalla comparsa delle automobili, dei cinema, del telefono, conviveva con quella Modena popolare che ancora si radunava in Piazza Grande, nei lavatoi pubblici e nei rioni più poveri e malsani.
Nel frattempo Tirelli proseguì le proprie attività artistiche sotto lo pseudonimo Bertolin: nel 1893 come redattore del numero unico «Festa delle stelle» e come caricaturista nella pubblicazione di carnevale «Al noster carnevel», poi iniziò una proficua collaborazione con il giornale "di fede liberale, schietto e sincero" «Il Marchese Colombi», celebre testata satirica modenese diretta dal commediografo bolognese Alfredo Testoni. Entrato come disegnatore a far parte della redazione, Tirelli utilizzò come pseudonimi, oltre a Bertolin, i nomi Carlinus e Lamus, abbreviazione di Tirellamus. Nel 1895 collaborò al numero unico «L'imbianchino modenese» e realizzò «il Vernissage», un catalogo umoristico della mostra artistica industriale tenuta al Palazzo di Giustizia di Modena.
Con lo pseudonimo Barbemuche, collaborò invece come caricaturista a «La sciarpa d'Iride-Rassegna periodica quindicinale della Bohème modenese», rivista pubblicata nel 1897. La redazione, un ambiente creativo animato dal buonumore, dal divertimento e da un forte spirito goliardico, era composta da giovani letterati e artisti modenesi. Emblematica del clima borghese-popolare che si respirava negli ambienti frequentati da Tirelli fu la cerimonia organizzata il 26 novembre 1899 dall'Accademia del Fiasco in occasione della Festa degli alberi, dedicata al poeta eroicomico Alessandro Tassoni: il cardine della manifestazione fu la piantumazione di un alberello di fico da parte di Tirelli, mascherato da Guido Baccelli, Ministro della pubblica istruzione.

### «Il Duca Borso» e i primi spettacoli satirici

Umberto Tirelli, Angelo Fortunato Formiggini, 1900 ca., Museo Civico di Modena

Da tempo Tirelli coltivava il desiderio di fondare un proprio giornale satirico, aspirazione che si avverò il 10 novembre 1900 con la pubblicazione del primo numero de «Il Duca Borso», il più popolare periodico umoristico modenese di inizio Novecento. Tirelli fondò la rivista insieme a Giacomo Bassoli e ad Angelo Fortunato Formiggini, futuro editore e celebre ideatore della "filosofia del ridere", che Tirelli aveva conosciuto in occasione della Festa degli alberi del 1899. Il giornale, riccamente illustrato a colori, commentò per nove anni la vita provinciale a Modena, fornendo anche l'occasione a Tirelli di sperimentare innovative soluzioni grafiche e di impaginazione. Tirelli dimostrò così di possedere non solo creatività per il contenuto satirico, ma anche un linguaggio espressivo aggiornato sui maggiori esempi nazionali ed esteri.
Il nome del giornale fu scelto come rimando al duca Borso d'Este e per estensione al Palazzo Schifanoia di Ferrara, luogo di corte dedicato allo svago e ai piaceri citato anche nell'ironico componimento presente sul manifesto realizzato per il lancio della testata. La rivista si rivolgeva a un pubblico di lettori di fascia genericamente medio-alta, in grado di riconoscere i personaggi "caricaturati" appartenenti agli ambienti politici, religiosi, culturali e sportivi sia cittadini sia nazionali: figure di spettacolo come Virginia Reiter, Antonio Gandusio, Giannino Antona Traversi, ma anche rappresentanti delle istituzioni locali, come il sindaco Luigi Albinelli. 

Umberto Tirelli, Il riflettore, in «Il Duca Borso», 1905

Sempre nel 1900 uscirono anche «Il cotone fulminante», di cui Tirelli era direttore artistico, e il numero unico «La Bertucheina». L'anno successivo Tirelli fece la conoscenza di Trilussa in occasione del carnevale, mentre in luglio incontrò Clara Amoretti, che sarebbe poi diventata sua moglie. Nel 1902 collaborò come disegnatore per «Il Biscione di Milano», giornale politico-satirico illustrato, mentre nel 1907 alcune sue “macchiette” furono ripubblicate sul volume di Luigi Rasi La caricatura e i comici italiani.
Agli inizi del Novecento Tirelli si avvicinò anche al teatro caricaturale, ambiente che gli offrì la possibilità di ampliare la propria libertà espressiva. Come affermò Augusto Majani, "per il caricaturista, il teatro è uno dei campi più fecondi di argomenti e di elementi, perché l'arte teatrale è, per se stessa, una esagerazione della verità, quindi una caricatura". Ne sono la prova la scrittura da parte di Tirelli degli spettacoli Sogno di un dopopranzo d'autunno, andato in scena il 30 marzo 1905 al Teatro Comunale, e Circum Circa, che esordì al Teatro Storchi il 16 marzo 1907. Il primo riprende sia lo shakesperiano Sogno di una notte di mezza estate sia il dannunziano Sogno di un mattino di primavera, e vede attori interpretare monumenti e figure popolari modenesi; il secondo è invece uno spettacolo di varietà, tra i cui numeri uno in particolare sollevò accese polemiche: una sorta di circo equestre in cui i cavalli addomesticati erano attori con maschere-caricatura - realizzate dallo stesso Tirelli - del sindaco Albinelli e dei “dodici stalloni" membri della giunta comunale. Lo scandalo sollevato dallo spettacolo e da alcune vicende giudiziarie che coinvolsero «Il Duca Borso» generarono un clima sempre più ostile verso Tirelli, che probabilmente contribuì al suo allontanamento da Modena l'anno successivo.

### Gli anni bolognesi e lo scoppio della Grande Guerra

Umberto Tirelli, Il Pranzacolo della Fossalta, 1908, Museo Civico di Modena

Umberto Tirelli, Figurini dello spettacolo "All'ombra delle torri", 1910, Museo Civico di Modena

Nell'ottobre del 1907 Tirelli iniziò a collaborare con «Il Mulo», giornale satirico bolognese di stampo antisocialista, segnando un primo allontanamento dagli ambienti artistici modenesi. Nei carteggi di Tirelli si ritrova tuttavia l'idea di un'ironica riconciliazione tra Modena e Bologna sotto l'egida protettiva del Tassoni: l'intuizione venne realizzata da Formiggini, che il 28 giugno 1908 organizzò la Festa Mutino-Bononiense alla Fossalta, luogo della battaglia tra modenesi e bolognesi nel 1249. Alla festa coincide l'esordio editoriale di Formiggini, che per l'occasione pubblicò La Secchia, zibaldone che Tirelli aveva contribuito a illustrare. 
Alla fine del 1908 Tirelli si trasferì definitivamente a Bologna, dove sposò Clara Amoretti il 10 settembre dello stesso anno.
Negli anni successivi, per oltre un decennio, Tirelli sviluppò a Bologna in ambito teatrale quanto aveva precedentemente realizzato a Modena. Oreste Cenacchi riferisce a questo proposito un'immagine molto vivida del funambolico Tirelli: "Ricordo di avere visto una sera quel meraviglioso caricaturista che è il Tirelli declamare e mimare un canto dantesco con tali accenti, tali mosse e tali contorcimenti da far meravigliare l'uditorio, non facile a sorprendersi di molte cose, e da uscirne lui senza voce e tutto madido di sudore". Nel 1910 Tirelli realizzò le maschere caricaturali per lo spettacolo All'ombra delle torri di Alfredo Testoni, il quale aveva potuto già ammirare l'abilità dell'amico nel modellare maschere assistendo a Modena a Il sogno di un dopopranzo d'Autunno. L'opera di Testoni fu messa in scena al Teatro Contavalli e all'Arena del Sole: le maschere riscossero un tale successo che Tirelli ne produsse delle copie su richiesta.
Nel marzo 1909 Tirelli fondò a Bologna insieme al critico Giovanni Nascimbeni il periodico umoristico «Il Fittone»; dal 1910 collaborò invece con testate come «Il Bianco e Nero», e «Il Giornale delle Beffe», a conferma di come Tirelli si fosse ormai integrato negli ambienti culturali e mondani del capoluogo. 
Altri incarichi degni di nota sono la nomina del 1911 a direttore artistico della Zincografica Emiliana di Bologna e la realizzazione nel 1912 della copertina di Gastronomia poetica modenese, raccolta di poesie dialettali composte vari autori, tra cui collaboratori e amici di lunga data dello stesso Tirelli.

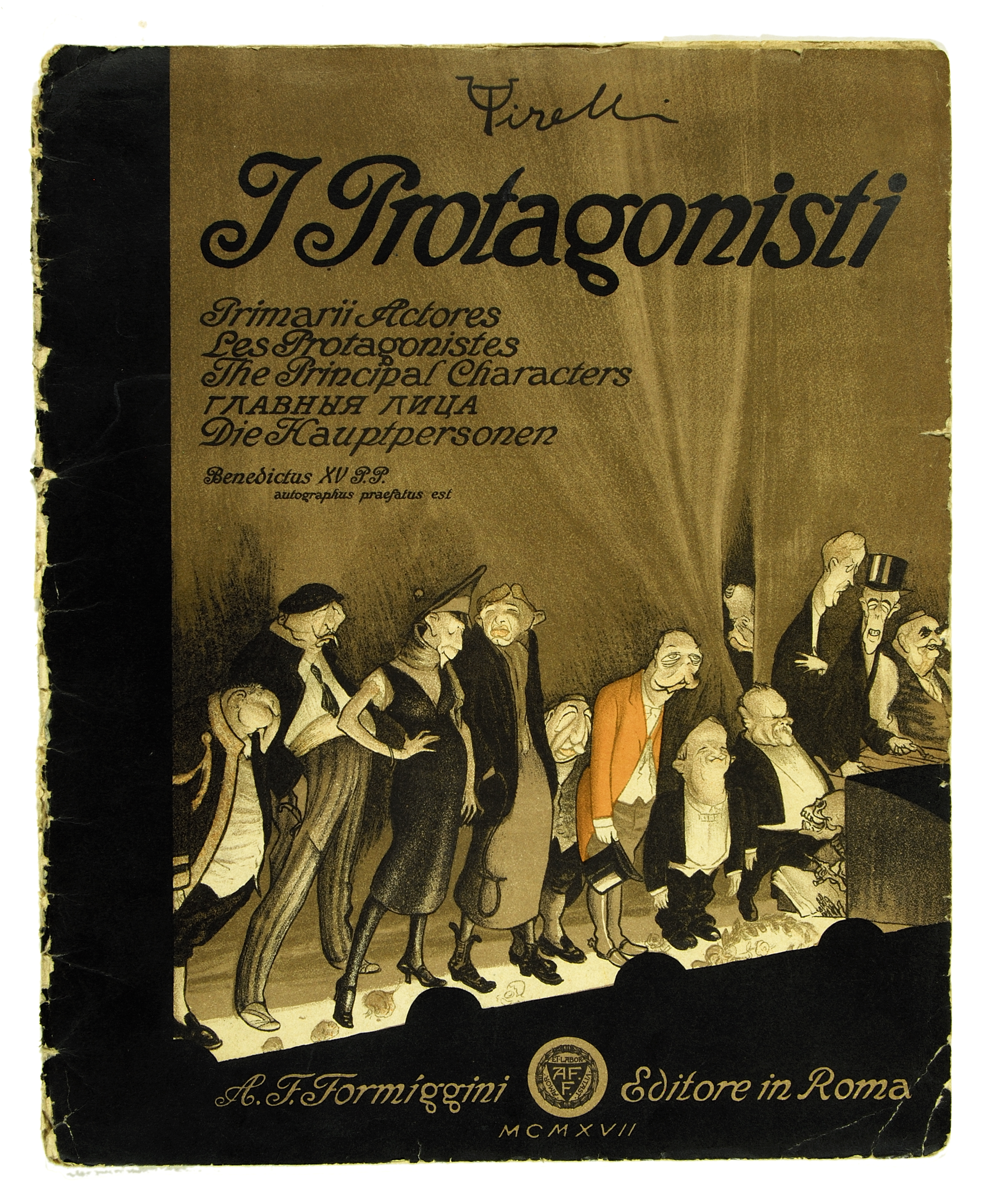
Umberto Tirelli, Copertina de «I Protagonisti», 1917, Museo Civico di Modena

Negli anni dieci il clima politico dominato da progressive tensioni e instabilità influenzò l'attività artistica di Tirelli, che si dedicò in particolare alla caricatura politica. Le sue opere, a partire dalle illustrazioni pubblicate insieme a Majani sulla rivista «Il Punto» dal 1913 al 1915, mostrano caratteri di crescente ferocia e forza psicologica. Inoltre dalla corrispondenza con la moglie emerge, già dal 1907, la visione energicamente antisocialista di Tirelli. Allo scoppio della Grande Guerra Tirelli realizzò I protagonisti, una serie di dodici stampe caricaturali dei sovrani e dei capi di Stato coinvolti nel conflitto, data alla stampa nel 1917 da Formiggini. Sei delle caricature erano state già esposte pubblicamente l'anno prima all'interno della mostra Italian artist and the War allestita alla Leicester Galleries di Londra. Sempre nel 1916 alcune sue caricature erano presenti all'Esposizione Nazionale di caricature inspirate al momento storico presente di Bologna, valendogli il primo premio.
Nel frattempo non si erano fermate le collaborazioni con riviste e produzioni teatrali: nel 1918 Tirelli pubblicò diverse sue caricature sulla rivista «Il Mondo, Le Monde, The World»; collaborò nuovamente con Testoni nel 1915 per la rivista musicale Ajir, incù, dman al Teatro Contavalli, di cui Tirelli e Majani prepararono i figurini; poi nel 1917 disegnò i costumi per lo spettacolo comico patriottico La Sandroneide a Modena, e nel 1919 quelli per Pied'arm, ancora una volta di Testoni.

### Il Teatro Nazionale delle Teste di Legno
Nel 1916 circa Tirelli assisté alle rappresentazioni dei burattini presso la Casa del soldato di Bologna, mentre intorno al 1920 vide gli spettacoli del burattinaio Ermenegildo Preti a Salsomaggiore. Insieme all'esperienza maturata con il teatro, questo intreccio di stimoli gli fornì l'ispirazione per avviare lo studio e la creazione di un vasto repertorio di copioni e burattini caricaturali raffiguranti personaggi contemporanei noti al pubblico. I burattini di Tirelli, concepiti alla stregua di attori reali, rappresentavano l'alta-società della cultura, del costume e in particolare della politica degli anni venti; da questo stesso repertorio si collegavano i copioni, divertenti e ricchi di doppisensi e riferimenti all'attualità.
Nacque così il Teatro Nazionale delle Teste di Legno, di cui Tirelli fu direttore artistico e principale commediografo: un teatro per burattini costituito da una struttura lignea alta oltre cinque metri, sul cui frontone spiccava il motto "Le teste di legno fan sempre chiasso". Il nome del Teatro alludeva non solo al materiale tradizionalmente utilizzato per creare i burattini, sebbene quelli di Tirelli fossero in cartapesta, ma anche all'espressione con cui si indicava la presenza in Parlamento "d'uomini di poca capacità", ovvero "di teste di legno". Con più di un centinaio di burattini caricaturali fortemente espressivi, Tirelli riuscì a rappresentare un vero e proprio spaccato nazionale dei primi anni venti del Novecento attraverso i più noti politici, religiosi, artisti e uomini di cultura, in dialogo con maschere cittadine, personaggi di commedie e della Commedia dell'arte.
Con il Teatro Nazionale delle Teste di Legno Tirelli si riallacciò alla tradizione burattinesca modenese e bolognese, declinandola però in una sensibilità contemporanea e caricaturale. Pertanto, il progetto di Tirelli fu qualcosa di assolutamente nuovo nell'Italia del tempo, non solo per la volontà di superare la dimensione regionalistica - tipicamente centro-settentrionale - di questa forma teatrale, e di "elevarne" la tipologia di pubblico, non più di estrazione popolare o composto da bambini, ma adulto, acculturato e informato sui temi d'attualità; il grande pregio di questa impresa teatrale fu soprattutto quello di aver trasformato personaggi reali, viventi e celebri al grande pubblico in burattini caricaturali.

Umberto Tirelli, Manifesto de Il Teatro Nazionale delle Teste di legno, 1923, collezione privata

Il Teatro Nazionale delle Teste di Legno viene presentato da Tirelli il 1º giugno 1922 al Teatro Comunale di Bologna, per poi esordire presso il Salone Sanmicheli di Verona il 23 dicembre con lo spettacolo Amleto, ovvero il Teatro Sperimentale. Come si intuisce dai carteggi con gli impresari, tuttavia, il carico di novità e curiosità che l'insolito progetto di Tirelli poteva vantare non bastò a renderne meno difficoltosa la promozione: come scrisse l'impresario Giuseppe Gray a Tirelli, era necessario "dimostrare che non si tratta dei soliti burattini". Purtroppo, nonostante il grande impegno finanziario e gestionale, il Teatro Nazionale delle Teste di Legno ebbe vita breve e i riconoscimenti ricevuti per il suo costituire "un genere affatto nuovo" furono circoscritti. Dopo Verona, le rappresentazioni proseguirono la loro breve tournée a Milano (Teatro Eden), Modena (Teatro Storchi), Reggio Emilia e Bologna (Teatro Verdi), ma non andarono oltre il 1924: il carattere innovativo del Teatro tirelliano sarà purtroppo riconosciuto solo molti anni dopo. 

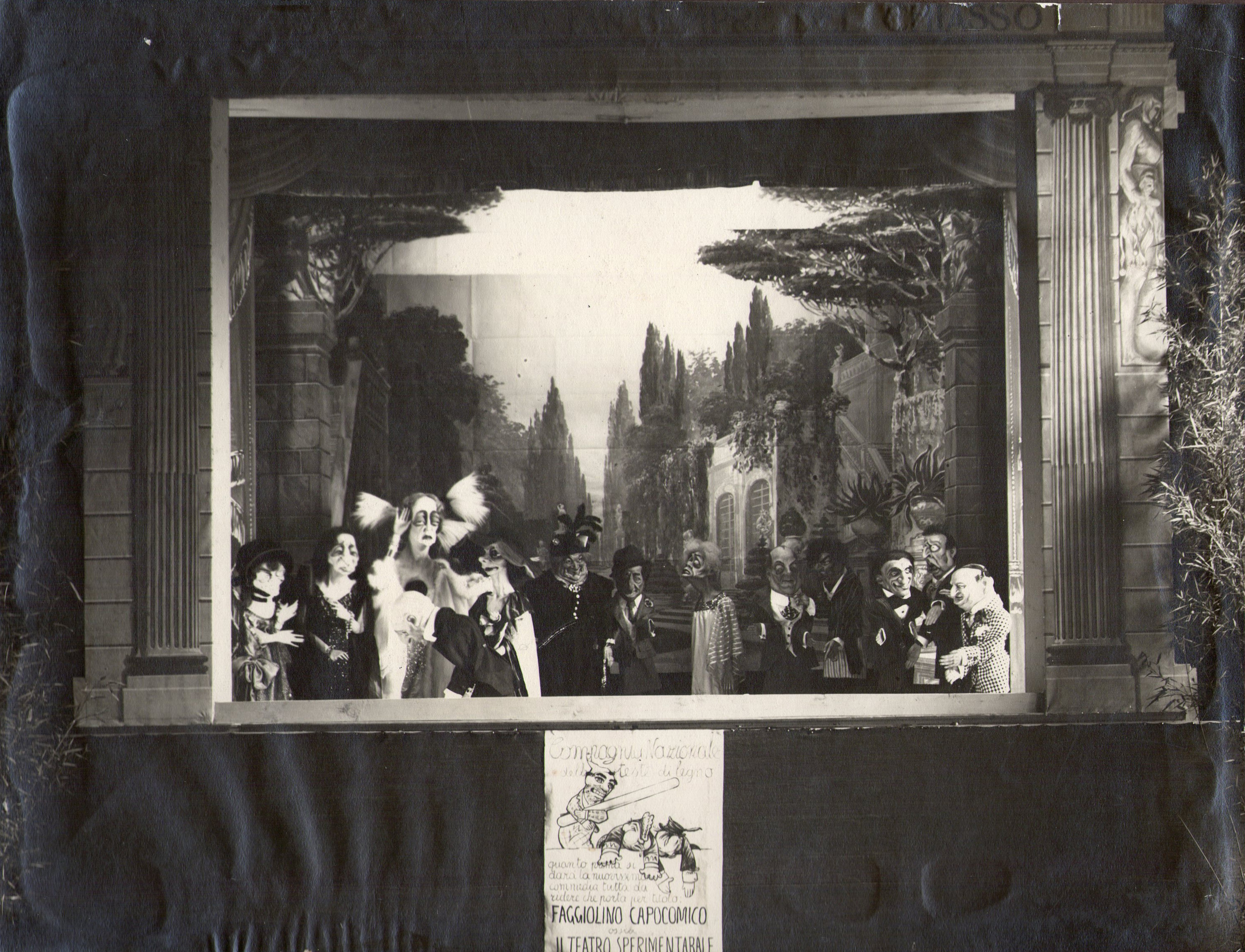
Umberto Tirelli, Il Teatro Nazionale delle Teste di legno, 1922

Un'esperienza dunque che appare fallimentare, a discapito del suo grande valore artistico e culturale reso ancora più evidente dal momento storico in cui si colloca, tra 1919 al 1924, ossia in anni lacerati da tensioni sociali, instabilità post-bellica, disoccupazione e aumento delle disuguaglianze tra la borghesia industriale e le classi operaie. Fenomeni quali la disgregazione dello Stato liberale, l'avanzamento del nazionalismo fascista e della dittatura di Mussolini, ed eventi come gli incendi delle Camere del lavoro, lo squadrismo, le stragi e il delitto Matteotti segnarono profondamente le opere di Tirelli, incluse le sue "teste di legno", che sembrano riflettere nelle loro deformazioni caricaturali le inquietudini di quei tempi. Uno sfondo storico che rende oltremodo emblematico il carro allegorico realizzato per il carnevale di Rubiera nel 1924, sul quale erano trasportati uomini in frac grottescamente mascherati da maiali, che alludevano ad alcune famiglie possidenti della zona di Marzaglia (Modena).
Nonostante l'insuccesso del suo personale teatro di burattini, Tirelli non si allontana dalle scene teatrali. Il 7 gennaio 1926 viene inaugurato a Rubiera il Teatro Herberia, progettato da Tirelli, con una festa danzante in maschera a cui segue il 14 la rappresentazione de La bohème di Puccini. Il teatro, funzionante anche come cinematografo e salone per feste, venne gestito dalla Società Teatro Herberia, alla cui presidenza troviamo sempre Tirelli: è la conferma dell'importanza che il teatro, nel suo significato più vasto, rivestì nella carriera del caricaturista modenese.

### Gli anni trenta

Umberto Tirelli, Uomo con veletta, 1935 ca., Museo Civico di Modena

Sulla scia dell'esperienza maturata a Rubiera nella progettazione di un carro allegorico, Tirelli realizzò tra gli anni venti e trenta una serie significativa di opere attraverso le quali, rispetto alle tradizionali caricature, egli accorciò idealmente la distanza con lo spettatore, andando oltre lo spazio della pagina e del palcoscenico. 
Nel 1927, in occasione della Festa del libro in piazza Re Enzo a Bologna, Tirelli realizzò ad esempio una "giostra satirica", in cui collocò alcuni burattini degli scrittori più celebri riesumati dal suo Teatro delle Teste di Legno; la manifestazione divenne a sua volta il soggetto centrale di un trittico dipinto da Tirelli realizzato per la Fiera del libro del 1932. 

Umberto Tirelli, Figura maschile, 1910 ca., Museo Civico di Modena

Nel 1930 Tirelli partecipò alla mostra della caricatura al Circolo della Stampa di Bologna, mentre nel 1933 tenne a Bologna la sua mostra personale dal titolo Bologna vecchia e nuova; tra 1934 e 1937 Tirelli fu invece attivo collaboratore de «Il Resto del Carlino», per il quale disegnò numerose caricature cinematografiche all'interno della rubrica «Ombre e luci dello schermo» (Greta Garbo, Marlene Dietrich, Clark Gable, Joan Crawford, Charlie Chaplin, Buster Keaton, solo per citarne alcuni); nel 1936 trentasei tavole umoristiche originariamente pubblicate su «Il Duca Borso» furono riprodotte all'interno del volume Modena d'una volta, edito dall'amico Formiggini.
Tra le opere di Tirelli di questo periodo sono da ricordare: i carri allegorici realizzati per diverse edizioni del carnevale di San Giovanni in Persiceto (1933-39), di cui Tirelli enfatizzò la componente teatrale disegnando anche i costumi dei partecipanti e le bardature dei cavalli da traino; gli apparati effimeri dipinti per l'Hotel Helvetia di Porretta Terme dipinti in occasione di feste e eventi mondani, che gli consentirono poi nel biennio 1933-34 di creare presso l'Hotel Helvetia anche gli allestimenti scenici per il Ballo dei Fiori (intitolati Il giardino di Armida e Porretta Lido-Sirene al Bagno) e quello denominato Villaggio Tirellio, una sorta di scorcio di paese costituito da facciate di edifici e dall'immagine dei suoi abitanti; l'allestimento scenico realizzato nel 1937, sempre presso l'Hotel Helvetia, e ispirato al matrimonio fra il "Feroce Saladino", l'introvabile figurina della raccolta promossa dalle ditte Buitoni e Perugina, e la “Donna Fatale”, soggetto a sua volta di un'altra rara figurina Elah, allestimento che culminò in una sfarzosa festa mondana organizzata nelle sale dell'Hotel e affollata da maschere ispirate ai personaggi più popolari nella cultura di massa del tempo, da Topolino ai tre moschiettieri, da Buffalo Bill a Stanlio e Ollio.

### Le ultime opere

Umberto Tirelli, Umberto II di Savoia e Luigi Einaudi, 1946, Museo Civico di Modena

Negli anni del secondo conflitto mondiale diminuiscono i documenti d'archivio, rendendo difficoltosa la ricostruzione della vita di Umberto Tirelli.
Appare tuttavia chiaro che il suo talento si sia più volte prestato in quegli anni al servizio della propaganda di regime. Nel 1941 disegnò una quarantina di vignette caricaturali di soggetto politico per il «Carlino della Sera»; a essere presi di mira furono i nemici dell'Italia, come Stalin, Churchill e Roosevelt, rappresentati alla stregua di matti, travestiti o ladri secondo la populistica demagogia del regime; a scampare da un simile trattamento fu solo il popolo, mai toccato dalla caricatura di Tirelli.
Del resto già in precedenza le sue opere erano state usate dallo Stato fascista come strumento propagandistico: si ricorda a tal proposito il carro allegorico del 1936 con "soggetti africani", per i quali ricevette precise istruzioni, e che fu ispirato dalla coeva guerra d'Etiopia. In altri casi, al contrario, l'opera di Tirelli si scagliò contro l'autarchica visione fascista, come nel carro Bonifica cinematografica del 1939, che critica l'ostilità del regime verso il cinema americano.

Ma gli anni della seconda guerra mondiale, con il loro strascico di caduti, invalidi, povertà e conflitti interni, avevano ormai spazzato via quell'"umanità, bontà e vita" che, com'era scritto ne I Protagonisti, è la missione più alta del ridere. Forse per una maggiore consapevolezza verso un presente sempre più cupo, l'attività artistica di Tirelli si concluse in questo periodo. 

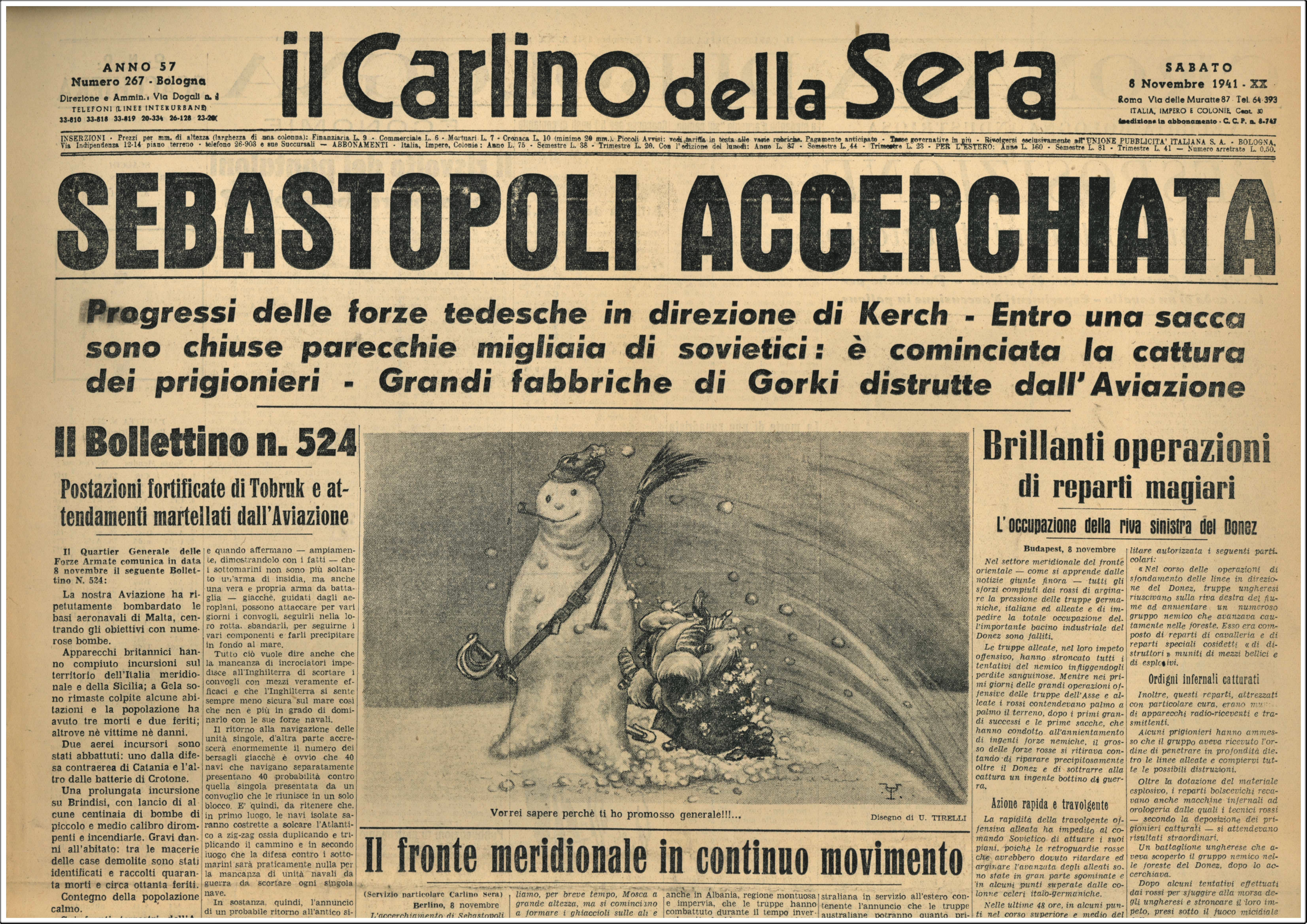
Umberto Tirelli, Stalin con pupazzo di neve "Vorrei sapere perché ti ho promosso generale!!!...", su «il Carlino della Sera», 1941, collezione privata

 Nei giorni dei bombardamenti su Bologna l'artista ormai anziano, profondamente religioso e affetto da una salute precaria, si trasferì nel più sicuro villino di San Faustino di Rubiera, alternando al disegno la pittura a olio.
Con la fine del conflitto, Tirelli tornò brevemente alla caricatura negli anni della ricostruzione post-bellica: nel 1951 espose al Circolo artistico di Bologna una serie di statuette caricaturali in terracotta policroma, che nello stesso anno ripropose anche all'interno della Quadriennale di Roma, riscuotendo grande successo. Le statuette ritraevano personalità del passato e del presente, dai più noti musicisti classici a Guglielmo Marconi, dai patrioti del Risorgimento italiano a De Gasperi, da Totò a Togliatti.
Umberto Tirelli muore a Bologna il 2 agosto 1954, ma per sua volontà è sepolto a Modena al Cimitero di San Cataldo. Sulla lapide compaiono il motto "Quanto più brutto, tanto più bello" e un suo autoritratto in bassorilievo, che lo mostra intento a immortalare su un taccuino i passanti che si fermano dinnanzi al sepolcro, così come ha sempre fatto nel corso della sua vita.

## La casa-teatro
Documento storico-architettonico imprescindibile è anche Villa Tirelli nelle campagne di San Faustino, ereditata per via paterna, che fu non solo ritrovo di artisti e poeti, ma anche vivace espressione della personalità stessa di Umberto Tirelli. Infatti egli la arricchì nel corso degli anni di interventi pittorici e scultorei, con cui enfatizzò gli elementi scenografici e la "messa in scena" sia di alcuni ambienti interni, sia di interi settori del parco circostante. Riguardo agli interni, degni di nota sono un salottino cinese a pianta ottagonale e soprattutto la grande sala da pranzo: decorata con motivi vegetali, targhe richiamanti diverse tipologie di vini e motti latineggianti, la sala costituisce nel suo insieme una vera e propria consacrazione della più gioiosa convivialità. La vena progettuale di Tirelli si estende anche al giardino, in cui ogni elemento è stato progettato con specifici significati: le forme delle siepi e delle aiuole, la scelta delle essenze arboree e floreali, i percorsi tra la vegetazione con pergole e colonnati, la dislocazione delle statue.

## Sperimentazioni grafiche

Umberto Tirelli, Lo sciopero dei tipografi, in «Il Duca Borso Krumiro» 1905, collezione privata

La predilezione di Umberto Tirelli per il disegno, a discapito delle più "nobili" arti maggiori, si deve certamente attribuire alla sua formazione da autodidatta: se da un lato essa gli precluse la strada verso una formazione artistica professionale, dall'altro gli permise però di evitare le accademie, dove il disegno rappresentava a quel tempo solo un esercizio preliminare al servizio della pittura, della scultura e dell'architettura. D'altra parte, tuttavia, l'apprendistato svolto direttamente sul campo gli consentì di concentrarsi in maniera profonda sulle qualità intrinseche del mezzo adottato, consentendogli di sperimentare con le più svariate possibilità espressive del segno e del colore, soprattutto in considerazione della destinazione finale dei suoi lavori, ossia di essere moltiplicati in diverse copie attraverso il processo di stampa, non direttamente controllabile di persona. Fin dall'inizio dunque era necessario realizzare un disegno che fosse anche compatibile con la sua riproducibilità tecnica. 

Umberto Tirelli, I bagni del panaro, in «Il Duca Borso», 1901, collezione privata

 Per Tirelli la necessità di conciliare l'estro creativo con le oggettive possibilità di realizzazione rappresentò non un limite, ma una sfida stimolante, come testimoniano le sue tavole che nel processo di trasposizione sulla carta di giornale o in album non perdono la benché minima forza e freschezza invettiva.
Tra le competenze acquisite da Tirelli all'interno del mondo dell'editoria vi è anche la straordinaria capacità di fare tesoro delle leggi della composizione tipografica, in particolare grazie alla sua partecipazione alla redazione delle riviste satiriche-umoristiche emiliane più popolari e prestigiose di allora. Per la sua rivista, «Il Duca Borso», Tirelli elaborò una veste grafica unica nel suo genere, retta su un'impaginazione innovativa e accattivante basata su diversi espedienti che si potrebbero definire "meta-editoriali": oltre alle tradizionali tavole a colori di grande formato, dunque, egli riuscì a sfruttare le logiche intrinseche del mezzo grafico per dare vita a spostamenti semantici in grado di attirare più facilmente l'attenzione del lettore. Tra queste originali ideazioni si possono ricordare le caricature occupanti l'intero spazio della copertina, tavole a doppia pagina d'insolita grandezza, disegni che partono dall'ultima pagina e che procedono in senso inverso, vignette inclinate diagonalmente o addirittura a 90° rispetto al testo corrente e che costringono il lettore a ruotare la rivista. Infine Tirelli inaugura anche un'altra strategia editoriale che avrà molta fortuna in seguito, ossia l'inserimento nel corpo della rivista di pubblicità false, così da confondere in un primo momento il lettore per poi farlo sciogliere in una sottile risata, oppure la riproduzione in fac-simile delle testate di altri giornali, compresi quelli della concorrenza, contenenti titoli assurdi o fuorvianti.

## Tirelli e la satira espressionista

Umberto Tirelli, Spes ultima dea, senza data, Museo Civico di Modena

Umberto Tirelli, Il Teatro Nazionale delle Teste di legno, 1922. Allestimento all'interno del Complesso San Paolo di Modena, dicembre 2021

Aderendo solo in parte al naturalismo grottesco alla maniera di artisti quali Daumier, Gavarni e Gill, le caricature di Tirelli si contraddistinguono invece per il segno più corrosivo e immediato che mirava a esasperare le forme esteriori della realtà per meglio rispondere a un'urgenza espressiva senza precedenti. Si tratta del sorgere in lui di quelle istanze espressioniste che nei primi anni del Novecento stavano attraversando con furia iconoclasta l'intero continente europeo. L'Espressionismo, infatti, annoverava tra i propri strumenti l'utilizzo di un ductus riduttivo e aggressivo, immediato e bozzettistico che non tratteneva i dettagli, preferendo cogliere solo il dato caratteristico di un personaggio o di una situazione per poi manipolarlo, ampliarlo e deformarlo, così da restituire allo spettatore delle immagini d'immediato impatto emotivo. 
Tirelli partecipò a tale rivoluzione artistica con ostinazione, poiché proprio la caricatura era nel movimento espressionista quasi una prerogativa: non più mero divertissement o esercizio di stile, ma un tratto di alto valore artistico connaturato proprio all'espressionismo.
In questo senso Tirelli si comportò come uno "spietato anatomista" che con distaccato compiacimento "vivisezionava" le sue prede per cercare di estrarne il loro lato interiore; le torchiava per esaltarne, attraverso l'accentuazione di un difetto fisico o di una particolare espressione, le peculiarità più caratterizzanti.
Sono molti gli artisti che possono aver influenzato l'opera di Tirelli, soprattutto oltre i confini nazionali: bisogna infatti sottolineare come Tirelli sia stato un vero e proprio cultore della storia del disegno contemporaneo, tra i più fini conoscitori dello stato dell'arte del disegno dei suoi tempi, come dimostrano i numerosi libri e riviste da lui collezionati nel corso degli anni. Da qui, le possibili influenze di alcuni artisti di caratura nazionale ed europea su Tirelli: in primis i maestri della caricatura francese quali Grandville e i già ricordati Daumier, Gavarni e Gill, ma anche Léandre, Olshausen-Schönberger, Gulbransson, Paul, Chéret e molti altri. 
Tirelli è stato dunque un artista perfettamente inserito nello spirito del tempo, cui spetta però il merito di avere "svecchiato", mediante i mezzi apparentemente superficiali e "innocenti" della caricatura, quel clima da Belle Époque in cui ancora indugiavano molti sui connazionali, tra cui Augusto Majani.

## La donazione al Museo Civico di Modena
In occasione della mostra "Umberto Tirelli. Caricature per un teatro della vita", allestita nel Complesso San Paolo di Modena dal 18 dicembre 2021 al 25 aprile 2022, il Museo civico di Modena ha ricevuto in donazione 130 opere. Il nucleo di opere documenta la multiforme attività dell'artista e comprende disegni, maschere, burattini e sceneggiature.

## Opere

Umberto Tirelli, Copertina di «Modena a volo di Borso», 1903, collezione privata
Umberto Tirelli, Alfredo Testoni, 1905 ca., Museo Civico di Modena
Umberto Tirelli, Maschera di Don Umberto Guarco, 1907, Museo Civico di Modena
Umberto Tirelli, Papa Benedetto XV spegne col seltz un incendio, mentre Francesco Giuseppe e Guglielmo II invocano il suo aiuto, 1915-16, Museo Civico di Modena
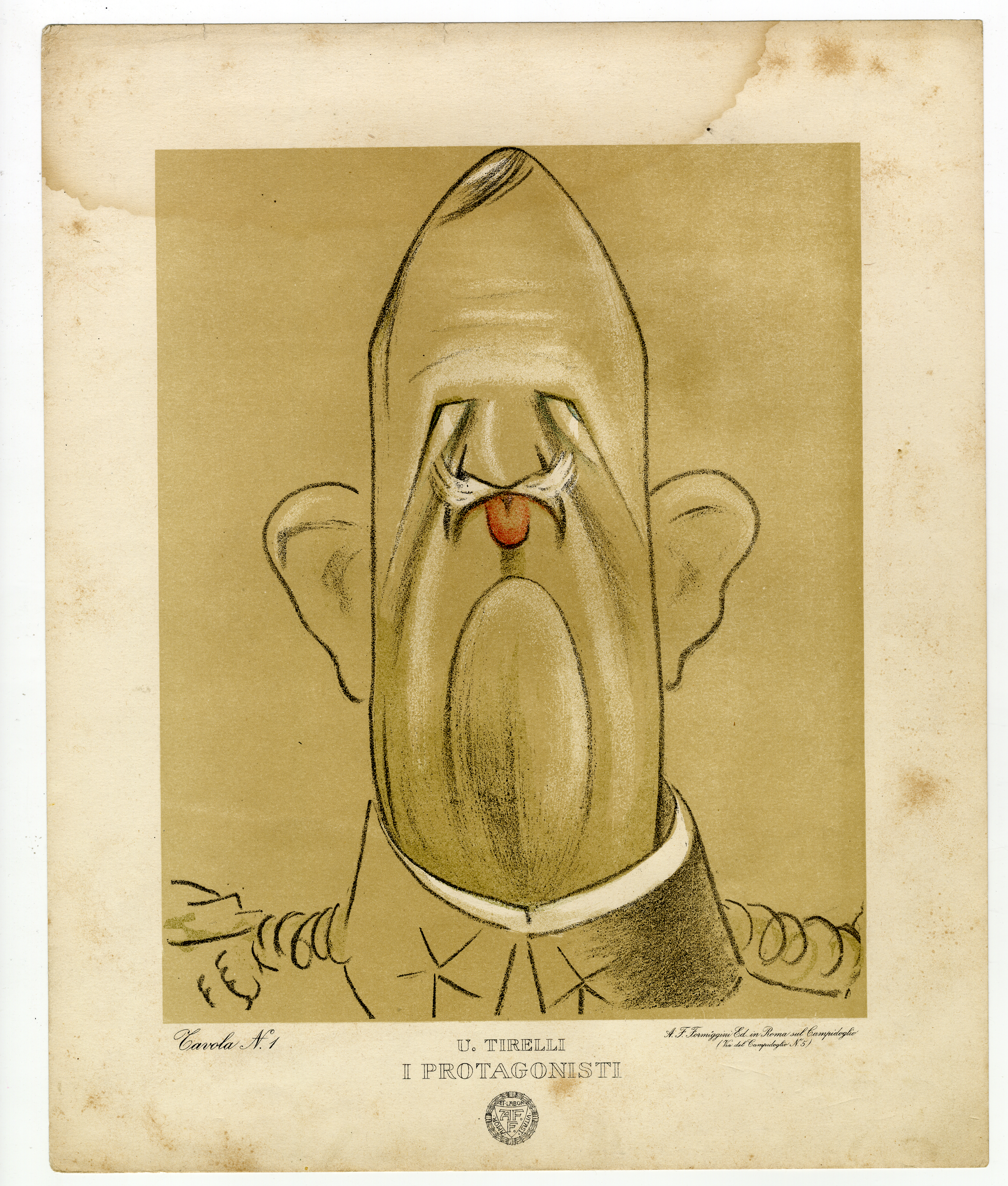
Umberto Tirelli, Vittorio Emanuele III in «I Protagonisti», 1917, Museo Civico di Modena
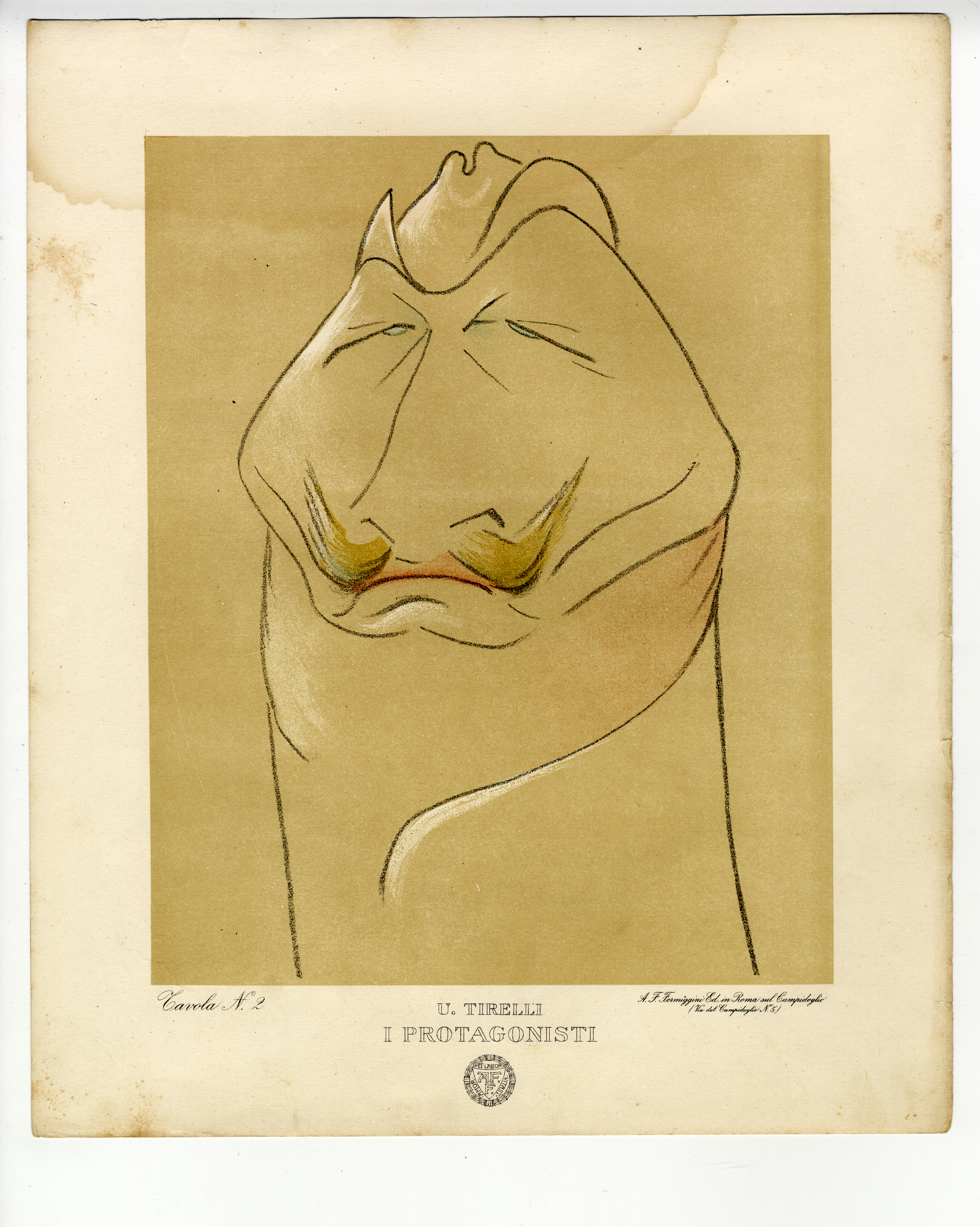
Umberto Tirelli, Guglielmo II in «I Protagonisti», 1917, Museo Civico di Modena
Umberto Tirelli, Figura maschile con bicicletta, fine anni venti, Museo Civico di Modena